# كلير جونستون
كلير جونستون (بالإنجليزية: Claire Johnstone)‏ (11 يناير 1982 ببورتسموث في المملكة المتحدة - ) هي لاعبة كرة قدم بريطانية في مركز حراسة المرمى. شاركت مع منتخب اسكتلندا لكرة القدم للسيدات. أما مع النوادي، فقد لعبت مع آي بي في ونادي غلاسكو سيتي وÞór Akureyri ‏ وCeltic F.C. Women ‏ وKilmarnock F.C. Women ‏ وHamilton Academical W.F.C. ‏.

## وصلات خارجية
- كلير جونستون على موقع الاتحاد الدولي (مؤرشف)  (الإنجليزية)
- كلير جونستون على موقع قاعدة بيانات كرة القدم.إي يو (الإنجليزية)